# 皮舍爾維爾 (內布拉斯加州)
皮舍爾維爾（英語：Pishelville）是位於美國內布拉斯加州諾克斯縣的非建制地區。

## 歷史
皮舍爾維爾的郵局於1874年設立，其後於1927年停運。

## 地理
皮舍爾維爾所處的海拔為高於海平面403米（即1322英呎），而該地所採用的時區為UTC-6，即北美中部时区（CST）。同時該地設有夏令時間，為UTC-6調快一小時，即UTC-5（CDT）。